# Ojima Toru
Toru Ojima (sinh ngày 22 tháng 2 năm 1976) là một cầu thủ bóng đá người Nhật Bản.

## Sự nghiệp câu lạc bộ
Toru Ojima đã từng chơi cho Urawa Reds, Kawasaki Frontale và Montedio Yamagata.